# Britney: Piece of Me
Britney: Piece of Me foi o concerto de residência da artista musical estadunidense Britney Spears. Os espetáculos tiveram início em dezembro de 2013 no teatro The AXIS, situado no Planet Hollywood Resort and Casino, em Las Vegas, Nevada e terminaram em dezembro de 2017.

## Antecedentes e anúncio
Após o término da Femme Fatale Tour em dezembro de 2011, começaram a circular rumores de que Spears faria uma temporada de shows em Las Vegas. Acreditava-se inicialmente que a cantora seria adicionada à lista do Colosseum at Caesars Palace. Porém, foi relatado em fevereiro de 2013 que o teatro Planet Hollywood era o favorito para hospedar os concertos. Também foi noticiado que o recém-reformado SLS Las Vegas propôs uma oferta para uma possível sede. A gazeta local, Las Vegas Sun, confirmou em maio de 2013 que o espaço entrou em reestruturação exclusivamente para as apresentações da artista. O artigo especulou que a residência seria anunciada no mês de junho e que os ensaios se iniciariam em setembro, antes do início dos shows em outubro. A então suposta residência só foi comentada pela própria Spears em maio de 2013 durante uma entrevista à revista Shape, em que declarou o seguinte: "As performances [em Las Vegas] não poderão ser simples — terá que ser uma grandiosa festa do início ao fim. E para que isso aconteça, eu tenho que estar forma e correndo a toda velocidade".
A residência foi confirmada em 17 de setembro de 2013, durante uma entrevista ao Good Morning America. Para o anúncio, foi realizado um evento no deserto ao redor de Las Vegas (custando cerca de 100 mil dólares para organizar). Mais de mil pessoas fantasiadas de Spears estavam reunidas segurando diferentes cartazes que juntos revelavam o pôster do espetáculo. Spears aterrissou de um helicóptero e concedeu uma entrevista ao Good Morning America. O seu empresário, Larry Rudolph, declarou que os concertos não são comparáveis aos antigos ou atuais sediados em Las Vegas. Ele prosseguiu dizendo que os espetáculos irão focar-se no novo material e não dependerá de seus antigos lançamentos. A artista realizará 50 shows ao ano, em 2014 e em 2015. Segundo tabloides, ela ganhará 15 milhões de dólares por cada ano, fazendo dela o ato mais bem pago de Las Vegas.
Em 25 de Setembro de 2014, Spears confirmou no Good Morning Britain que teria estendido seu contrato com o The AXIS e o Planet Hollywood para mais dois anos adicionais. No entanto, em 16 de Agosto de 2015, no Teen Choice Awards de 2015 ela contou ao E! que não tinha se decidido se ia ou não estender sua residência. Ela disse, "Eu não tenho certeza. [...] Eu realmente amo fazer o show. É muito, muito divertido, mas estou indecisa. Eu não sei realmente o que eu quero fazer."
Durante o concerto de 9 de Setembro de 2015, Spears confirmou a extensão da residência por mais dois anos. Ela também revelou que o show seria reformulado, com mudanças drásticas no repertório e coreografia.

## Desenvolvimento
O show é descrito como "atual" e tem uma "atmosfera de clube" para fazer a vibe do casino. O local foi fechado no final de outubro de 2012 para passar por uma reforma de US$20 milhões com a iluminação, som e palco para acomodar o show. O teatro foi estendido e reduziu a capacidade local para 4.600 pessoas. O show teve inicio dia 27 de dezembro de 2013 (três semanas após o lançamento de seu oitavo álbum de estúdio, "Britney Jean"). Ingressos para o show foram colocados à venda no dia 20 de setembro de 2013, com preços que variam de US$59 - US$179, menos do que o típico $99 - US$250 para shows no Caesars Palace. Comentando sobre o show, Spears declarou:
"Queríamos que o ambiente fosse assim para que as pessoas pudessem vir e ter uma boa experiência, para sentir-se em um show particular comigo. Eu amo Vegas. A energia aqui é muito, muito boa. [...] Nós vamos ter todos as efeitos, água, chuva, neve, tudo. Toda vez que faço um show, eu gosto de realmente fazê-lo. Gosto de fazer um show que realmente vai entreter os fãs. [...] Nós vamos criar uma vibe de festa para que eles estejam em sintonia comigo. Estou mais do que pronta para isso. Estou pronta fisicamente e mentalmente. O show vai ser completamente diferente do que todo mundo pode estar esperando. É o melhor projeto que eu já trabalhei. Ele não poderia ser mais emocionante.
Baz Halpin será o diretor criativo e diretor do palco. O show está previsto para ser executado em aproximadamente 90 minutos, com 21 canções, incluindo do seu novo álbum. O conjunto também contará com um telão de 360 graus, criando a ilusão semelhante a um planetário. Um dos temas escolhidos para o show foi o de discoteca. Também vai contar com 14 bailarinos e uma banda completa em cima do palco. Os assentos para o teatro foram reduzidos para 4600 especificamente para o show. Haverá também duas áreas de dança para o público incluindo um serviço de bebidas e comidas. O palco contará com uma pista em forma de âncora invertida. O Gerente do Caesars Entertainment colocou apenas 10% dos bilhetes à venda. Ele também afirmou que todos os pacotes VIP para todos os 16 shows se esgotaram em poucas horas. The Huffington Post informa que em 25 de setembro de 2013 de 73.600 ingressos, 70.242 já haviam sido vendidos.
Um documentário de 90 minutos foi gravado e exibido no canal E! no dia 22 de Dezembro de 2013, menos de uma semana antes da noite de abertura. O especial "I Am Britney Jean" mostra o planejamento, ensaios, execução de ideias do Britney: Piece of Me, bem como registra a fase promocional do Britney Jean; dirigido por Fenton Bailey e Randy Barbato, além de cenas de sua vida profissional, há cenas mais pessoais, com aparições de seus pais, de sua irmã Jamie Lynn, do agora ex-namorado David Lucado e dos filhos Sean Preston e Jayden James.

## Resposta da crítica
De acordo com Danielle Genet da ABC News, o show de abertura "atraiu elogios [...] ela disse que o show é um "espetáculo divertido." A contribuinte do MTV News, Sophie Schillaci, escreveu que "Spears trás novamente seu estilo de show com uma enorme produção cheia de estridentes batidas e movimentos. Coreografias desafiadoras através de sete trocas de roupas e até algumas trocas de perucas. Schillaci também comentou que os fãs de longa data irão gostar de assistir ao show dizendo que o repertório é "mais um olhar ao passado de Spears do que para o futuro", e acrescentou que, enquanto Spears pode não cantar completamente ao vivo" sua doce voz "brilhou através do apoio e todos nós conseguimos ouvi-la recuperar o fôlego entre uma canção e outra". Ela concluiu seu comentário dizendo que "Se você está em Vegas procurando uma performance com uma super potência vocal vá ao Coliseu e assista Celine Dion, mas os fãs de Britney não irão encontrar um espetáculo melhor para assistir do que 'Piece of Me'. Marco della Cava do USA Today elogiou o show, dizendo que a missão de Spears em "transformar um cavernoso anfiteatro de 7.000 lugares em uma boate fervorosa" foi realizado. Cava chegou a essa conclusão considerando as outras residências de Las Vegas "por causa de sua enorme produção e todo o dinheiro aplicado"
Mikael Wood do Los Angeles Times comentou sobre Britney cantar. Ele disse que "Britney parece estar cantando ao vivo a maior parte do show"; No entanto, ele acrescentou que a dança também está impecável" Wood também disse que canções como "Boys", "3" e "Do Somethin'" poderiam ser substituídas por canções de seus álbuns mais recentes" como "Circus" e "Femme Fatale. Escrevendo para Billboard, Keith Caulfield notou que "a grande maioria do show foi dublada e bem sincronizada, e só ocasionalmente foram possíveis ouvir alguns vocais de Britney, na qual ela elogiou os vocais na introdução das performances de "3", "Freakshow", "Perfume" e "Till the World Ends"." Caulfield elogiou o uso de instrumentação ao vivo e de uma banda como em "Me Against the Music". Rachel Maresca do New York Daily News observou que Spears "empolgou a multidão" na noite de abertura, e acrescentou que ela "conseguiu entreter seus fãs com muita teatralidade no palco. Ela até deu ao público um gosto de nostalgia, vestindo algumas de suas famosas roupas de performances memoráveis do passado"." Laura Hertzfeld da Entertainment Weekly revelou que "adoraria ter visto mais" do show já que esse show "foi o mais ligado a [Spears] como uma artista."
A jornalista do Las Vegas Sun, Robin Leach, disse que Spears "provou que ela ainda está reinando no reino da música", com a residência, acrescentando que o show é "um feito surpreendente e incrível, porque em menos de duas horas, Britney mudou o visual tanto do palco quanto o dela para o entretenimento em cada faixa. Pela primeira vez, ela sozinha trouxe o espetáculo de uma arena para um pequeno teatro realizando uma performance impecável."  Leach elogiou o físico de Britney, afirmando que "ela está 'gostosa' para a idade e certamente não precisa de maquiagem e cosméticos para melhorar o corpo como alguns críticos andam dizendo." Caryn Ganz da Rolling Stone escreveu uma crítica mista, afirmando que, "viu o show sem muitas expectativas [ ...]), 'Britney: Piece of Me' é um passeio divertido por uma carreira musical de uma artista que tem 32 anos de idade e 15 anos de carreira. O show é incrível e foi comparado a shows de artistas como Madonna [...], no entanto, o ponto fraco permanece sendo a "dublagem gritante presente no show". " Ganz não estava impressionado com a habilidade de dança de Britney, dizendo que ela fazia "muitos movimentos com o braço." Ganz escreveu, no entanto, que "o show contou com lampejos de grandeza ", dizendo que as performances de "Work Bitch", "Everytime", "...Baby One More Time", "(You Drive Me) Crazy" e "Circus" são os pontos altos do show.

## Reconhecimento
O sucesso do show provocou uma mudança na cultura e demografia da Strip de Las Vegas após a abertura em Dezembro de 2013. Spears desde então tem sido creditada por desempenhar um papel vital na atração de públicos mais jovens para a cidade. Foi também divulgado que a residência arrecadou $20 milhões para o Planet Hollywood, permitindo a revitalização da propriedade em termos de finança e popularidade.
Em 2014, a Caesars Entertainment homenageou Spears com seu próprio feriado, anunciando que o dia 5 de Novembro seria oficialmente o "Britney Day". No dia 5 de Novembro de 2014, uma cerimônia especial foi realizada em homenagem a Spears no The Linq Promenade, onde ela foi presenteada com uma chave da cidade de Las Vegas.
Em abril de 2015, Spears recebeu dois prêmios pelo Best of Las Vegas, edição anual do Las Vegas Review-Journal: Melhor Show e Melhor Despedida de Solteiro.
Desde a estreia do show, outras cantoras veteranas como Jennifer Lopez e Mariah Carey seguiram os passos de Spears e aceitaram ofertas de residência. Assim como Spears, Lopez também é headliner do The AXIS, mas por um período reduzido.

## Reformulação do show em 2016

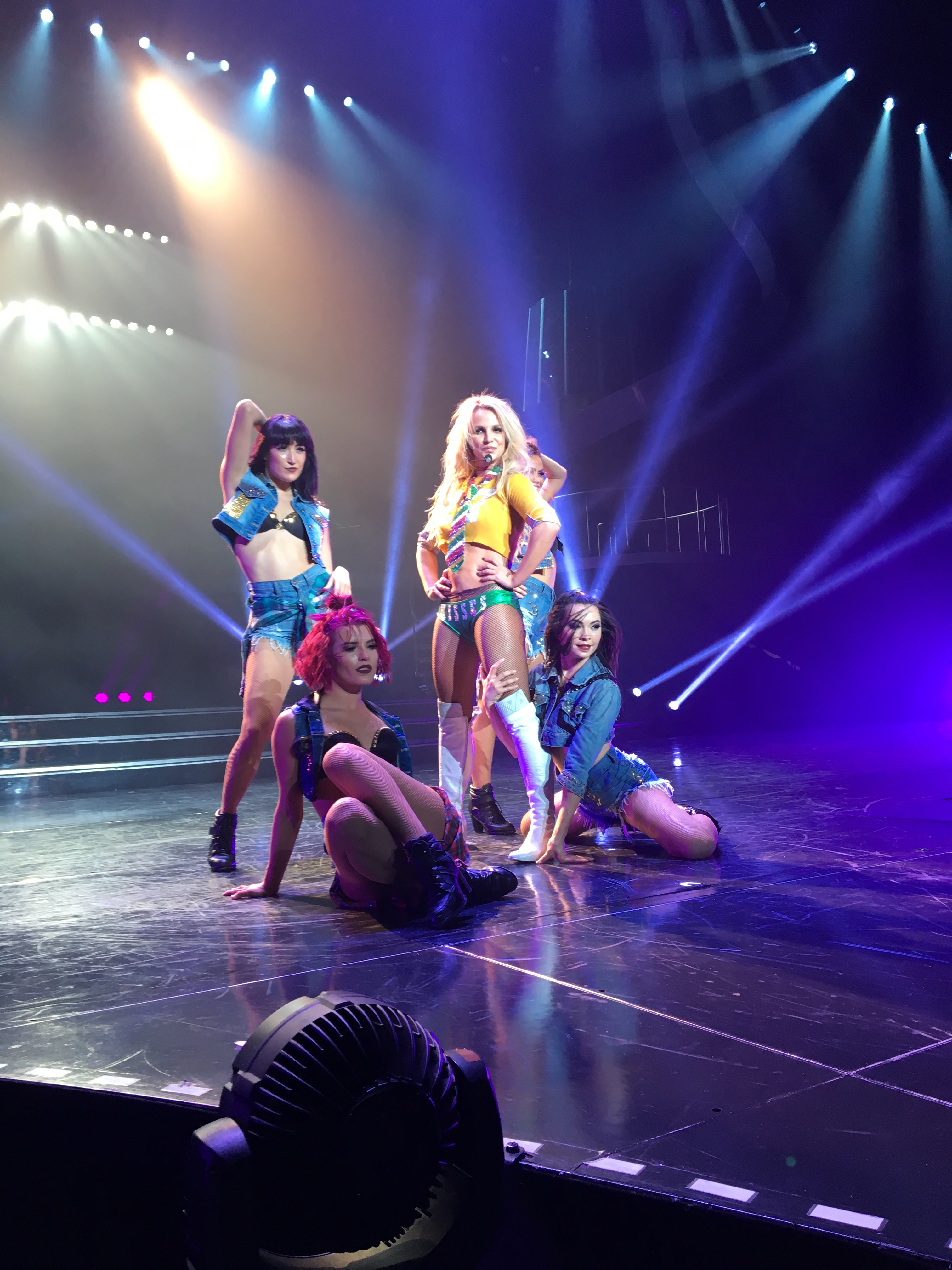
Britney executando "Gimme More" em 2016.

Na fase de divulgação da Britney: Piece Of Me, em 2013, foi destacado como as coisas poderiam ser mutáveis no show, em questão de setlist e performance. Mudanças relevantes, no entanto, só foram acontecer em 2016, após dois anos com o mesmo show em cartaz (com pequenas mudanças na setlist ao longo disso).
As mudanças foram confirmadas no anúncio da extensão de dois anos da residência, em Setembro de 2015; em Dezembro, o jornalista britânico Robin Leach comentou que tais mudanças começariam no final de semana do Dia dos Namorados.
Durante a pausa de um mês entre a décima primeira etapa e a décima segunda (a primeira do novo show), mais rumores foram surgindo, ao mesmo tempo que Spears compartilhava fotos dos ensaios em suas redes sociais. No dia 20 de Janeiro, ela postou um vídeo do ensaio de "Breathe On Me", confirmando a música na setlist do novo show. Em 24 de Janeiro, um dançarino de Britney desmente um rumor da remoção da performance de "Break the Ice"; no dia 27, Leach anunciou que Britney estaria voltando a Las Vegas para ensaiar seu novo show no palco do The Axis. Em 3 de Fevereiro, Britney atualizou suas redes sociais com fotos do novo ensaio fotográfico de divulgação do show reformulado, e ainda anunciou que fez grandes mudanças; um dia antes da noite de abertura, "Touch of My Hand" foi confirmada na setlist, sendo performada após Breathe On Me.
No dia do primeiro concerto, a setlist acabou sendo vazada pelo fansite BreatheHeavy   e a cantora fez um Q&A no seu Twitter, no qual comentou:
“A intenção não é mudar o show completamente - há tantas partes do show original que eu amo e não queria mudar - mas ainda assim, foi um longo processo, talvez três meses ou mais. Começamos com conceitos e ideias para reuniões criativas sobre a setlist e novos visuais, novos remixes, criação da coreografia, para então semanas de ensaio e, finalmente, juntar toda a produção. São muitas partes. Só o fato de pensar sobre tudo isso me deixa cansada! LOL."
No dia 15 de fevereiro, foi ao ar uma entrevista para o Extra TV gravada antes do primeiro show, onde Britney fala sobre a reformulação. "Eu tenho um novo álbum sendo lançado em breve, então é apenas um gostinho do que está por vir. As novas músicas não estão no show ainda, mas temos muitas surpresas. Muitos novos figurinos. Algumas músicas surpresas de artistas que eu realmente respeito. Muitos novos adereços, e tem muitas outras mudanças por vir este ano."
Com novos figurinos e coreografias, o "Britney: Piece of Me Remixed. Reimagined. Still Iconic." estreou em 13 de Fevereiro de 2016, sendo aclamado pelo público geral.

## Sinopse

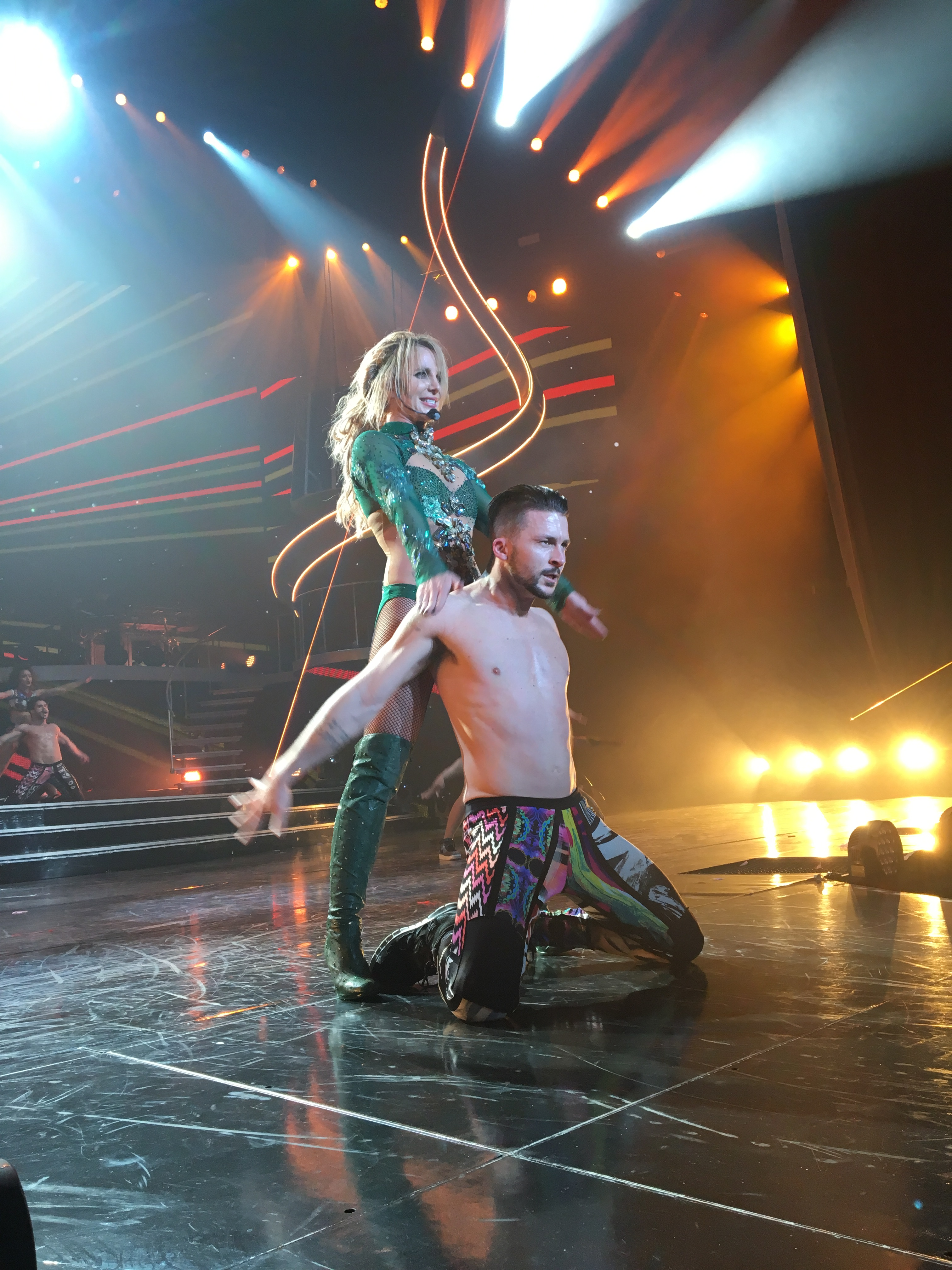
Britney executando "(You Drive Me) Crazy".

### 2013-2016: Show original
A primeira versão da "Britney: Piece of Me" durou onze etapas, entre 27 de Dezembro de 2013 e 3 de janeiro de 2016.
O show começa com um vídeo de uma jovem Britney dançando em sua casa na Louisiana, sonhando em ser uma grande performer algum dia. Em uma montagem de flashback, trechos de performances icônicas de Britney são mostradas. Quando esta introdução termina, as cortinas abrem-se para a primeira música, Work Bitch. Para essa performance, Britney entra no palco numa gaiola de ferro em forma de globo, para então dançar. O show continua com Womanizer, performance em que ela vai usa a passarela e palco B pela primeira vez. Depois, há um discurso de boas-vindas antes da performance de 3, onde há o uso de vários adereços fazendo referência ao clipe da mesma música, finalizando o primeiro ato.
O próximo segmento do show começa com um vídeo de Britney vestida como um anjo, lendo um poema para a audiência. Começa a performance de Everytime, com Britney suspensa no ar com asas de anjo e um vestido esvoaçante. Durante esta performance, flores brancas e pétalas simulando neve caem no palco. Após o terceiro verso, a tela torna-se preta e Britney ‘cai’ do seu voo, juntando-se aos dançarinos para um medley gótico de ...Baby One More Time e Oops!... I Did It Again. Entre as performances, há um break de dança, e antes do bridge de Oops, Britney interage com um laço vermelho. O bloco termina com Britney descendo pelo elevador de um dos palcos altos.
O terceiro ato começa com outro vídeo, um mix de clipes de Britney ao longo da carreira. Ao fim disto, começa a performance de Me Against the Music, uma versão sem os vocais de Madonna. Para tal, há algumas estruturas de madeira que lembram as icônicas paredes do clipe, sem contar o uso da coreografia original. A performance termina com Britney no chão; e começa um medley da era Blackout, com performances de Gimme More, Break the Ice e Piece of Me. Sendo a parte favorita dos fãs, é o ato do show que possui as coreografias mais pesadas. A performance de Break the Ice possui uma parte inspirada em Michael Jackson, e no bridge de Piece of Me, as dançarinas caracterizam os paparazzi perseguindo Britney.
O quarto ato, também chamado de “Neon” começa com um interlúdio ao som de Scream & Shout, que inclui will.i.am no telão. A música introduz a performance de Boys, que é feita com efeitos de luz negra; e, então, após um curto discurso, Britney performa Perfume com um microfone de mão. A partir de 5 de agosto de 2015 a performance de Pretty Girls foi adicionada, após Boys. Ela incluía a participação de Iggy Azalea no telão.
“Get Naked (I Got a Plan)” introduz o quinto segmento do show, com um dançarino teatralizando uma dominação sobre as dançarinas mulheres. Britney entra numa estrutura de ‘ostra’ com um pole dance ao som de I’m a Slave 4 U. Nos primeiros shows, no entanto, a performance era realizada num trono. Perto do fim da canção, Britney dança a coreografia original do break. Após isso, Britney começa um discurso procurando uma ‘vítima’ para subir ao palco e participar da performance de Freakshow. Notáveis participantes desse segmento: Nicole Richie, Mario Lopez, Kathy Griffin, Tyson Beckford, Perez Hilton, Lance Bass e Colton Haynes. No fim da música, ela assina uma camiseta para o fã e agradece a participação. Começa então a performance de Do Somethin', onde há o uso de cadeiras para a coreografia.

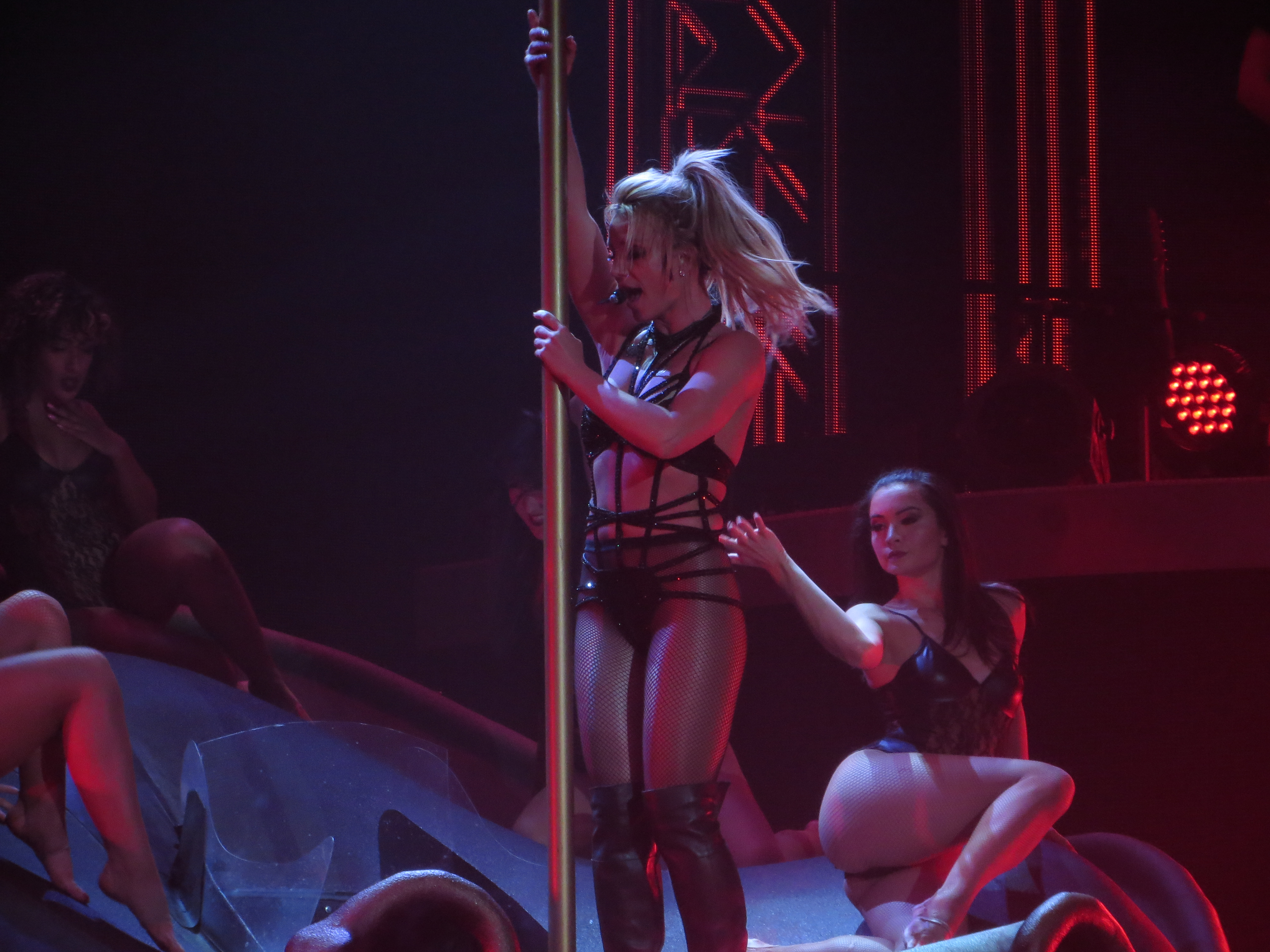
Britney executando "I'm a Slave 4 U".

O próximo bloco é um ambiente circense. Após um curto interlúdio por seus dançarinos, Britney entra para a performance de Circus num círculo de fogo, relembrando as performances de Womanizer da fase promocional do álbum Circus. Ela então performa I Wanna Go, que inclui o uso de vários “espelhos”. A última música do bloco é Lucky, num remix lullaby, sendo uma performance simples, com Britney sentada num adereço temático e o palco com iluminação baixa.
O último bloco começa com um interlúdio temático de selva; uma grande árvore aparece no palco com Britney sensualizando no topo ao som de uma versão desacelerada de Toxic. Há também chuva nesta parte do show. Britney pula da árvore e voa momentaneamente sobre a audiência antes de começar a versão original de Toxic. Após um momento dominatrix sobre os dançarinos, há um break no escuro. A próxima música é Stronger, que começa na escada de um dos palcos altos. Após a bridge da música, começa um curto breakdown no palco B que leva para a performance de (You Drive Me) Crazy. Ao final desta, ela apresenta a banda e os dançarinos para o público e faz mais um refrão da música antes de começar a última performance do show, Till the World Ends. Esta última é uma versão reduzida da música e inclui uma coreografia no chão. No final, há elementos de Work Bitch enquanto Britney deixa o palco na mesma gaiola do início do show. Um set de fogos de artifício finalizam o show enquanto os dançarinos saem do palco e as cortinas fecham.

### 2016-presente: Show reformulado
Em 13 de fevereiro de 2016, Britney estreou um novo concerto reformulado, trazendo uma variedade de mudanças no figurino, adereços, setlist e coreografia. Britney revelou que ainda mais mudanças seriam integradas no show ao longo do ano, em conjunto com o lançamento do seu nono álbum.
O novo show inclui uma nova entrada em Work Bitch; em vez do vídeo de introdução, agora há um interlúdio feito pelos dançarinos, em um ambiente de exército. Britney entra vestida com um maiô verde e chapéu de mágico numa estrutura em formato de cadeira, com escadas vermelhas. Durante o tempo que estaria no globo de ferro no show antigo, ela realiza alguns movimentos com uma capa que leva uma estampa camuflada. Antes de começar o verso da música, ela joga o chapéu para o público. À performance de Womanizer, foi adicionado um breakdown após o bridge da música. A performance de 3 foi removida, dando lugar ao medley de Break the Ice e Piece of Me, sendo a primeira parte de Break the Ice executada com uma coreografia totalmente nova.
O segundo bloco do show começa com um mix de clipes da cantora, no estilo do show anterior – mas ao som da canção Radar (que a partir de 17 de agosto de 2016, foi substituída pela canção Change Your Mind, presente no seu álbum Glory). Após Me Against the Music, ela executa a nova performance de I Love Rock 'N' Roll montada numa guitarra gigante, que já tinha sido utilizada na Femme Fatale Tour para a performance de Burning Up. Após isso, ela dança uma versão estendida de Gimme More e finaliza o segmento.
O terceiro ato do show é o bloco Angelical do show original – a única mudança foi no início de ...Baby One More Time, que Britney usa adereços em formas de asa, deixando-os de lado para o resto da música.
O próximo bloco é o ‘Neon’, que inclui uma versão estendida do interlúdio de Scream & Shout, com o uso de lasers que não haviam no show original. Após Boys, Britney e seus dançarinos fazem um curto medley de 3 de suas músicas preferidas de Missy Elliott, para então realizar Pretty Girls, que finaliza o bloco, excluindo Perfume do show antigo. A partir de 17 de agosto de 2016, Do You Wanna Come Over? foi adicionada após Boys e o ato termina no medley Missy Elliott, excluindo Pretty Girls.
O bloco ‘Sexy’ continua no show sem grandes mudanças; só a partir de 17 de agosto de 2016, Make Me... é adicionada, após a performance de I’m a Slave 4 U.
O bloco circense foi provavelmente o mais reformulado. Para Circus, Britney usa um casaco preto; no final, ela troca de roupa e usa uma saia vermelha com um sutiã da mesma cor para a performance de If U Seek Amy; esta reutiliza os ‘espelhos’ de I Wanna Go do show antigo. Após, ela tira a saia e fica num figurino sexy para terminar o bloco com Breathe On Me e Touch of My Hand, na qual ela faz um backflip.
O último bloco também não sofreu grandes alterações – exceto no final, em que Britney fica no palco até as cortinas fecharem, ao contrário do show antigo, em que subia no globo de ferro para sua saída. 

## Repertório
Existem dois repertórios para a residência.
O repertório abaixo é representativo do concerto ocorrido em 27 de dezembro de 2013, não correspondendo necessariamente aos outros shows da residência.
Ato 1: Britney
- Introdução (contém elementos de "Break the Ice", "My Prerogative", "Work Bitch" e "Gimme More")

1. "Work Bitch"
2. "Womanizer"
3. "3"

Ato 2: Angelic
- Video de Transição

1. "Everytime"
2. "...Baby One More Time"
3. "Oops!... I Did It Again"

Ato 3: The Hits
- Interlúdio (contém elementos de "...Baby One More Time", "(You Drive Me) Crazy", "Lucky", "Stronger", "I'm A Slave 4 U", "Boys", "Me Against The Music", "Toxic", "Everytime", "Do Somethin'", "Gimme More", "Circus", "Work Bitch", "3", "Hold It Against Me")

1. "Me Against the Music"
2. "Gimme More"
3. "Break the Ice"
4. "Piece of Me"

Ato 4: Club/Vibe
- Interlúdio de Dança (contém elementos de "Scream & Shout")

1. "Boys" (contém elementos de "Scream & Shout")
2. "Perfume"

Ato 5: Sexy Electric
- Interlúdio (contém elementos de "Get Naked (I Got a Plan)")

1. "I'm a Slave 4 U"
2. "Freakshow"
3. "Do Somethin'"

Ato 6: Magic Show
- Interlúdio (contém elementos de "Circus" e "The Circus Theme")

1. "Circus"
2. "I Wanna Go"
3. "Lucky"

Ato 7: Jungle Fever
- Interlúdio (contém elementos de "Toxic")

1. "Toxic"
2. "Stronger"
3. "(You Drive Me) Crazy"

Encore
1. "Till the World Ends" (contém elementos de "Work Bitch")

- Na segunda etapa, a música "Do Somethin'" foi substituída por "Alien" entre os dias 12 de fevereiro de 2014 até 22 de fevereiro de 2014.
- Na quarta etapa a música "Perfume" foi substituída por "Alien" entre os dias 28 de agosto de 2014 até 03 de setembro de 2014.
- Na nona etapa, a cantora adicionou Pretty Girls no dia 05 de agosto de 2015, mas acabou removendo I Wanna Go.

Ato 1: Britney
- Introdução

1. "Work Bitch"
2. "Womanizer"
3. "Break the Ice"/"Piece of Me"

Ato 2: Rave
- Video de Transição (contém elementos de "Change Your Mind (canção)")

1. "Me Against the Music"
2. "I Love Rock 'n Roll"
3. "Gimme More"

Ato 3: Angelic
- Video de Transição

1. "Everytime"
2. "...Baby One More Time"
3. "Oops!... I Did It Again"

Ato 4: Club/Vibe
- Interlúdio de Dança (contém elementos de "Scream & Shout")

1. "Boys" (contém elementos de "Scream & Shout")
2. "Do You Wanna Come Over?"
3. "Missy Elliott Mix"

Ato 5: Sexy Electric
- Interlúdio (contém elementos de "Get Naked (I Got a Plan)")

1. "I'm a Slave 4 U"
2. "Make Me..."
3. "Freakshow"
4. "Do Somethin'"

Ato 6: Magic Show
- Interlúdio (contém elementos de "Circus" e "The Circus Theme")

1. "Circus"
2. "If U Seek Amy"
3. "Breathe On Me"
4. "Slumber Party"
5. "Touch of My Hand"

Ato 7: Jungle Fever
- Interlúdio (contém elementos de "Toxic")

1. "Toxic"
2. "Stronger"
3. "(You Drive Me) Crazy"

Encore
1. "Till the World Ends" (contém elementos de "Work Bitch")

- Na quarta etapa do novo show (décima quinta ao todo), a música "Pretty Girls" foi substituída por "Do You Wanna Come Over?" a partir do show do dia 17 de agosto de 2016. "Make Me..." foi adicionada também, antes de Freakshow.

## Shows

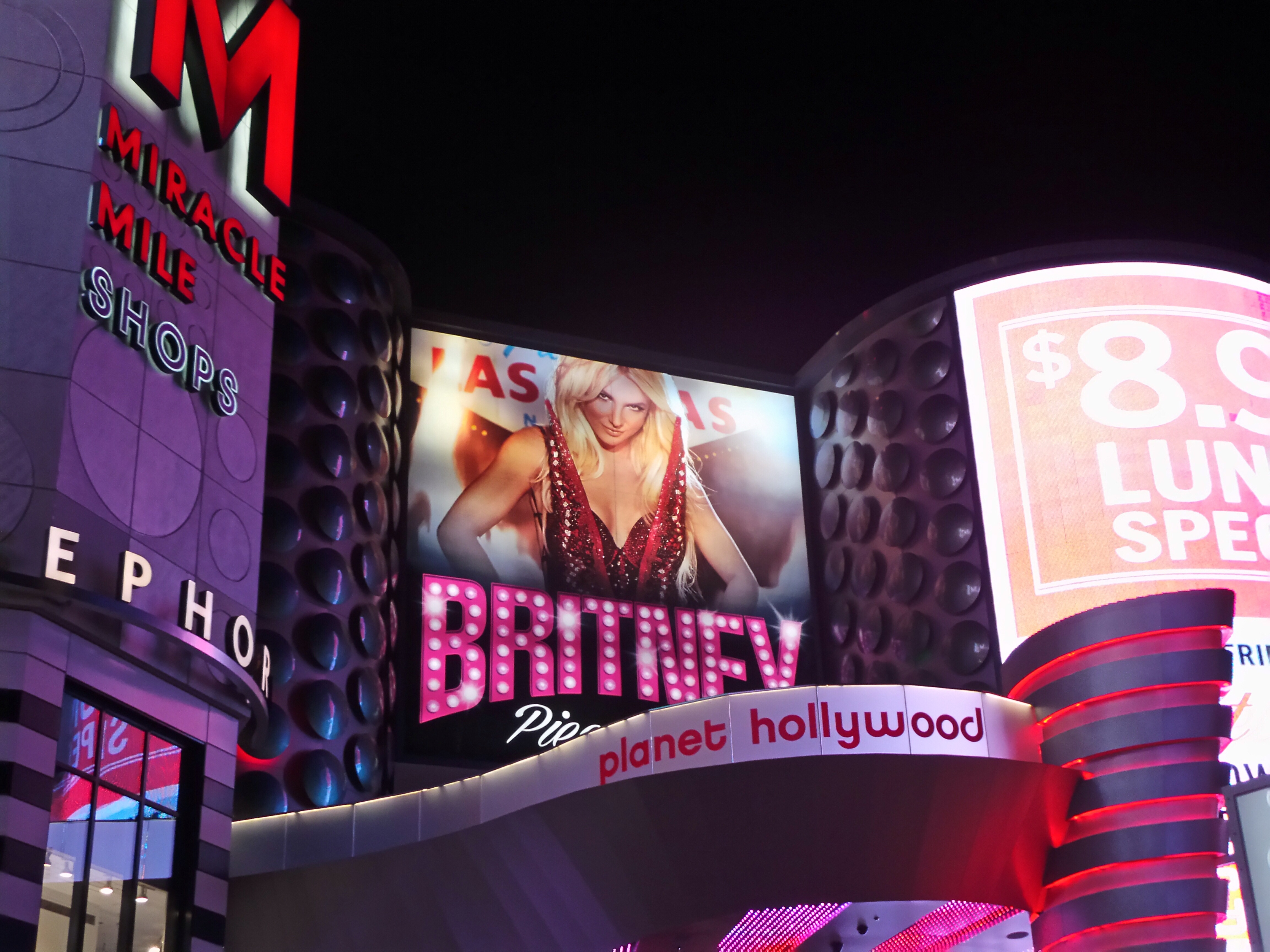
The AXIS, o local da residência do show está localizado no Planet Hollywood Resort & Casino (foto).

| Data                             | Ingressos Vendidos / Disponíveis | Receita      |
| 1ª Etapa                         | 1ª Etapa                         | 1ª Etapa     |
| -------------------------------- | -------------------------------- | ------------ |
| 27 de Dezembro de 2013           | 17,803 / 17,803                  | $2,470,021   |
| 28 de Dezembro de 2013           | 17,803 / 17,803                  | $2,470,021   |
| 30 de Dezembro de 2013           | 17,803 / 17,803                  | $2,470,021   |
| 31 de Dezembro de 2013           | 17,803 / 17,803                  | $2,470,021   |
| 2ª Etapa                         |                                  |              |
| 29 de Janeiro de 2014            | 53,798 / 53,798                  | $8,011,280   |
| 31 de Janeiro de 2014            | 53,798 / 53,798                  | $8,011,280   |
| 1 de Fevereiro de 2014           | 53,798 / 53,798                  | $8,011,280   |
| 4 de Fevereiro de 2014           | 53,798 / 53,798                  | $8,011,280   |
| 7 de Fevereiro de 2014           | 53,798 / 53,798                  | $8,011,280   |
| 8 de Fevereiro de 2014           | 53,798 / 53,798                  | $8,011,280   |
| 12 de Fevereiro de 2014          | 53,798 / 53,798                  | $8,011,280   |
| 14 de Fevereiro de 2014          | 53,798 / 53,798                  | $8,011,280   |
| 15 de Fevereiro de 2014          | 53,798 / 53,798                  | $8,011,280   |
| 18 de Fevereiro de 2014          | 53,798 / 53,798                  | $8,011,280   |
| 19 de Fevereiro de 2014          | 53,798 / 53,798                  | $8,011,280   |
| 22 de Fevereiro de 2014          | 53,798 / 53,798                  | $8,011,280   |
| 3ª Etapa                         |                                  |              |
| 25 de Abril de 2014              | 48,901 / 49,290                  | $7,850,813   |
| 26 de Abril de 2014              | 48,901 / 49,290                  | $7,850,813   |
| 30 de Abril de 2014              | 48,901 / 49,290                  | $7,850,813   |
| 2 de Maio de 2014                | 48,901 / 49,290                  | $7,850,813   |
| 3 de Maio de 2014                | 48,901 / 49,290                  | $7,850,813   |
| 6 de Maio de 2014 (Show Privado) | 48,901 / 49,290                  | $7,850,813   |
| 7 de Maio de 2014                | 48,901 / 49,290                  | $7,850,813   |
| 9 de Maio de 2014                | 48,901 / 49,290                  | $7,850,813   |
| 10 de Maio de 2014               | 48,901 / 49,290                  | $7,850,813   |
| 14 de Maio de 2014               | 48,901 / 49,290                  | $7,850,813   |
| 16 de Maio de 2014               | 48,901 / 49,290                  | $7,850,813   |
| 17 de Maio de 2014               | 48,901 / 49,290                  | $7,850,813   |
| 4ª Etapa                         |                                  |              |
| 15 de Agosto de 2014             | 59,262 / 63,753                  | $8,757,082   |
| 16 de Agosto de 2014             | 59,262 / 63,753                  | $8,757,082   |
| 19 de Agosto de 2014             | 59,262 / 63,753                  | $8,757,082   |
| 20 de Agosto de 2014             | 59,262 / 63,753                  | $8,757,082   |
| 23 de Agosto de 2014             | 59,262 / 63,753                  | $8,757,082   |
| 24 de Agosto de 2014             | 59,262 / 63,753                  | $8,757,082   |
| 27 de Agosto de 2014             | 59,262 / 63,753                  | $8,757,082   |
| 28 de Agosto de 2014             | 59,262 / 63,753                  | $8,757,082   |
| 30 de Agosto de 2014             | 59,262 / 63,753                  | $8,757,082   |
| 31 de Agosto de 2014             | 59,262 / 63,753                  | $8,757,082   |
| 3 de Setembro de 2014            | 59,262 / 63,753                  | $8,757,082   |
| 5 de Setembro de 2014            | 59,262 / 63,753                  | $8,757,082   |
| 6 de Setembro de 2014            | 59,262 / 63,753                  | $8,757,082   |
| 10 de Setembro de 2014           | 59,262 / 63,753                  | $8,757,082   |
| 5ª Etapa                         |                                  |              |
| 3 de Outubro de 2014             | 55,617 / 77,443                  | $8,327,249   |
| 4 de Outubro de 2014             | 55,617 / 77,443                  | $8,327,249   |
| 8 de Outubro de 2014             | 55,617 / 77,443                  | $8,327,249   |
| 10 de Outubro de 2014            | 55,617 / 77,443                  | $8,327,249   |
| 11 de Outubro de 2014            | 55,617 / 77,443                  | $8,327,249   |
| 15 de Outubro de 2014            | 55,617 / 77,443                  | $8,327,249   |
| 17 de Outubro de 2014            | 55,617 / 77,443                  | $8,327,249   |
| 18 de Outubro de 2014            | 55,617 / 77,443                  | $8,327,249   |
| 22 de Outubro de 2014            | 55,617 / 77,443                  | $8,327,249   |
| 24 de Outubro de 2014            | 55,617 / 77,443                  | $8,327,249   |
| 25 de Outubro de 2014            | 55,617 / 77,443                  | $8,327,249   |
| 29 de Outubro de 2014            | 55,617 / 77,443                  | $8,327,249   |
| 31 de Outubro de 2014            | 55,617 / 77,443                  | $8,327,249   |
| 1 de Novembro de 2014            | 55,617 / 77,443                  | $8,327,249   |
| 5 de Novembro de 2014            | 55,617 / 77,443                  | $8,327,249   |
| 7 de Novembro de 2014            | 55,617 / 77,443                  | $8,327,249   |
| 8 de Novembro de 2014            | 55,617 / 77,443                  | $8,327,249   |
| 6ª Etapa                         |                                  |              |
| 27 de Dezembro de 2014           | 16,895 / 18,221                  | $2,799,641   |
| 28 de Dezembro de 2014           | 16,895 / 18,221                  | $2,799,641   |
| 30 de Dezembro de 2014           | 16,895 / 18,221                  | $2,799,641   |
| 31 de Dezembro de 2014           | 16,895 / 18,221                  | $2,799,641   |
| 7ª Etapa                         |                                  |              |
| 28 de Janeiro de 2015            | 58,001 / 80,189                  | $8,134,492   |
| 30 de Janeiro de 2015            | 58,001 / 80,189                  | $8,134,492   |
| 31 de Janeiro de 2015            | 58,001 / 80,189                  | $8,134,492   |
| 4 de Fevereiro de 2015           | 58,001 / 80,189                  | $8,134,492   |
| 6 de Fevereiro de 2015           | 58,001 / 80,189                  | $8,134,492   |
| 7 de Fevereiro de 2015           | 58,001 / 80,189                  | $8,134,492   |
| 11 de Fevereiro de 2015          | 58,001 / 80,189                  | $8,134,492   |
| 13 de Fevereiro de 2015          | 58,001 / 80,189                  | $8,134,492   |
| 14 de Fevereiro de 2015          | 58,001 / 80,189                  | $8,134,492   |
| 17 de Fevereiro de 2015          | 58,001 / 80,189                  | $8,134,492   |
| 18 de Fevereiro de 2015          | 58,001 / 80,189                  | $8,134,492   |
| 20 de Fevereiro de 2015          | 58,001 / 80,189                  | $8,134,492   |
| 21 de Fevereiro de 2015          | 58,001 / 80,189                  | $8,134,492   |
| 25 de Fevereiro de 2015          | 58,001 / 80,189                  | $8,134,492   |
| 27 de Fevereiro de 2015          | 58,001 / 80,189                  | $8,134,492   |
| 28 de Fevereiro de 2015          | 58,001 / 80,189                  | $8,134,492   |
| 4 de Março de 2015               | 58,001 / 80,189                  | $8,134,492   |
| 6 de Março de 2015               | 58,001 / 80,189                  | $8,134,492   |
| 7 de Março de 2015               | 58,001 / 80,189                  | $8,134,492   |
| 8ª Etapa                         |                                  |              |
| 15 de Abril de 2015              | 44,948 / 54,791                  | $5,971,614   |
| 17 de Abril de 2015              | 44,948 / 54,791                  | $5,971,614   |
| 18 de Abril de 2015              | 44,948 / 54,791                  | $5,971,614   |
| 22 de Abril de 2015              | 44,948 / 54,791                  | $5,971,614   |
| 24 de Abril de 2015              | 44,948 / 54,791                  | $5,971,614   |
| 25 de Abril de 2015              | 44,948 / 54,791                  | $5,971,614   |
| 29 de Abril de 2015              | 44,948 / 54,791                  | $5,971,614   |
| 8 de Maio de 2015                | 44,948 / 54,791                  | $5,971,614   |
| 10 de Maio de 2015               | 44,948 / 54,791                  | $5,971,614   |
| 13 de Maio de 2015               | 44,948 / 54,791                  | $5,971,614   |
| 15 de Maio de 2015               | 44,948 / 54,791                  | $5,971,614   |
| 16 de Maio de 2015               | 44,948 / 54,791                  | $5,971,614   |
| 20 de Maio de 2015               | 44,948 / 54,791                  | $5,971,614   |
| 9ª Etapa                         |                                  |              |
| 5 de Agosto de 2015              | 66,154 / 72,112                  | $7,759,337   |
| 7 de Agosto de 2015              | 66,154 / 72,112                  | $7,759,337   |
| 8 de Agosto de 2015              | 66,154 / 72,112                  | $7,759,337   |
| 12 de Agosto de 2015             | 66,154 / 72,112                  | $7,759,337   |
| 14 de Agosto de 2015             | 66,154 / 72,112                  | $7,759,337   |
| 15 de Agosto de 2015             | 66,154 / 72,112                  | $7,759,337   |
| 18 de Agosto de 2015             | 66,154 / 72,112                  | $7,759,337   |
| 19 de Agosto de 2015             | 66,154 / 72,112                  | $7,759,337   |
| 21 de Agosto de 2015             | 66,154 / 72,112                  | $7,759,337   |
| 22 de Agosto de 2015             | 66,154 / 72,112                  | $7,759,337   |
| 26 de Agosto de 2015             | 66,154 / 72,112                  | $7,759,337   |
| 28 de Agosto de 2015             | 66,154 / 72,112                  | $7,759,337   |
| 29 de Agosto de 2015             | 66,154 / 72,112                  | $7,759,337   |
| 2 de Setembro de 2015            | 66,154 / 72,112                  | $7,759,337   |
| 4 de Setembro de 2015            | 66,154 / 72,112                  | $7,759,337   |
| 5 de Setembro de 2015            | 66,154 / 72,112                  | $7,759,337   |
| 9 de Setembro de 2015            | 66,154 / 72,112                  | $7,759,337   |
| 10º Etapa                        |                                  |              |
| 14 de Outubro de 2015            | 69,705 / 75,237                  | $7,416,541   |
| 16 de Outubro de 2015            | 69,705 / 75,237                  | $7,416,541   |
| 17 de Outubro de 2015            | 69,705 / 75,237                  | $7,416,541   |
| 21 de Outubro de 2015            | 69,705 / 75,237                  | $7,416,541   |
| 23 de Outubro de 2015            | 69,705 / 75,237                  | $7,416,541   |
| 24 de Outubro de 2015            | 69,705 / 75,237                  | $7,416,541   |
| 28 de Outubro de 2015            | 69,705 / 75,237                  | $7,416,541   |
| 30 de Outubro de 2015            | 69,705 / 75,237                  | $7,416,541   |
| 31 de Outubro de 2015            | 69,705 / 75,237                  | $7,416,541   |
| 4 de Novembro de 2015            | 69,705 / 75,237                  | $7,416,541   |
| 6 de Novembro de 2015            | 69,705 / 75,237                  | $7,416,541   |
| 7 de Novembro de 2015            | 69,705 / 75,237                  | $7,416,541   |
| 11 de Novembro de 2015           | 69,705 / 75,237                  | $7,416,541   |
| 13 de Novembro de 2015           | 69,705 / 75,237                  | $7,416,541   |
| 14 de Novembro de 2015           | 69,705 / 75,237                  | $7,416,541   |
| 18 de Novembro de 2015           | 69,705 / 75,237                  | $7,416,541   |
| 20 de Novembro de 2015           | 69,705 / 75,237                  | $7,416,541   |
| 21 de Novembro de 2015           | 69,705 / 75,237                  | $7,416,541   |
| 11º Etapa                        |                                  |              |
| 27 de Dezembro de 2015           | 23,454 / 25,203                  | $2,940,106   |
| 28 de Dezembro de 2015           | 23,454 / 25,203                  | $2,940,106   |
| 30 de Dezembro de 2015           | 23,454 / 25,203                  | $2,940,106   |
| 31 de Dezembro de 2015           | 23,454 / 25,203                  | $2,940,106   |
| 2 de Janeiro de 2016             | 23,454 / 25,203                  | $2,940,106   |
| 3 de Janeiro de 2016             | 23,454 / 25,203                  | $2,940,106   |
| 12ª Etapa                        |                                  |              |
| 13 de Fevereiro de 2016          | 28,540 / 34,488                  | $4,007,691   |
| 14 de Fevereiro de 2016          | 28,540 / 34,488                  | $4,007,691   |
| 17 de Fevereiro de 2016          | 28,540 / 34,488                  | $4,007,691   |
| 19 de Fevereiro de 2016          | 28,540 / 34,488                  | $4,007,691   |
| 20 de Fevereiro de 2016          | 28,540 / 34,488                  | $4,007,691   |
| 24 de Fevereiro de 2016          | 28,540 / 34,488                  | $4,007,691   |
| 26 de Fevereiro de 2016          | 28,540 / 34,488                  | $4,007,691   |
| 27 de Fevereiro de 2016          | 28,540 / 34,488                  | $4,007,691   |
| 13ª Etapa                        |                                  |              |
| 6 de Abril de 2016               | 31,678 / 34,440                  | $4,547,675   |
| 8 de Abril de 2016               | 31,678 / 34,440                  | $4,547,675   |
| 9 de Abril de 2016               | 31,678 / 34,440                  | $4,547,675   |
| 13 de Abril de 2016              | 31,678 / 34,440                  | $4,547,675   |
| 15 de Abril de 2016              | 31,678 / 34,440                  | $4,547,675   |
| 16 de Abril de 2016              | 31,678 / 34,440                  | $4,547,675   |
| 20 de Abril de 2016              | 31,678 / 34,440                  | $4,547,675   |
| 22 de Abril de 2016              | 31,678 / 34,440                  | $4,547,675   |
| 14ª Etapa                        |                                  |              |
| 17 de Junho de 2016              | 44,040 / 51,219                  | $6,318,232   |
| 18 de Junho de 2016              | 44,040 / 51,219                  | $6,318,232   |
| 22 de Junho de 2016              | 44,040 / 51,219                  | $6,318,232   |
| 24 de Junho de 2016              | 44,040 / 51,219                  | $6,318,232   |
| 25 de Junho de 2016              | 44,040 / 51,219                  | $6,318,232   |
| 29 de Junho de 2016              | 44,040 / 51,219                  | $6,318,232   |
| 1 de Julho de 2016               | 44,040 / 51,219                  | $6,318,232   |
| 2 de Julho de 2016               | 44,040 / 51,219                  | $6,318,232   |
| 6 de Julho de 2016               | 44,040 / 51,219                  | $6,318,232   |
| 8 de Julho de 2016               | 44,040 / 51,219                  | $6,318,232   |
| 9 de Julho de 2016               | 44,040 / 51,219                  | $6,318,232   |
| 13 de Julho de 2016              | 44,040 / 51,219                  | $6,318,232   |
| 15ª Etapa                        |                                  |              |
| 17 de Agosto de 2016             | 38,533 / 42,493                  | $5,726,766   |
| 19 de Agosto de 2016             | 38,533 / 42,493                  | $5,726,766   |
| 20 de Agosto de 2016             | 38,533 / 42,493                  | $5,726,766   |
| 24 de Agosto de 2016             | 38,533 / 42,493                  | $5,726,766   |
| 31 de Agosto de 2016             | 38,533 / 42,493                  | $5,726,766   |
| 2 de Setembro de 2016            | 38,533 / 42,493                  | $5,726,766   |
| 3 de Setembro de 2016            | 38,533 / 42,493                  | $5,726,766   |
| 7 de Setembro de 2016            | 38,533 / 42,493                  | $5,726,766   |
| 9 de Setembro de 2016            | 38,533 / 42,493                  | $5,726,766   |
| 10 de Setembro de 2016           | 38,533 / 42,493                  | $5,726,766   |
| 16ª Etapa                        |                                  |              |
| 19 de Outubro de 2016            | 49,934 / 63,163                  | $7,292,060   |
| 21 de Outubro de 2016            | 49,934 / 63,163                  | $7,292,060   |
| 22 de Outubro de 2016            | 49,934 / 63,163                  | $7,292,060   |
| 26 de Outubro de 2016            | 49,934 / 63,163                  | $7,292,060   |
| 28 de Outubro de 2016            | 49,934 / 63,163                  | $7,292,060   |
| 29 de Outubro de 2016            | 49,934 / 63,163                  | $7,292,060   |
| 2 de Novembro de 2016            | 49,934 / 63,163                  | $7,292,060   |
| 4 de Novembro de 2016            | 49,934 / 63,163                  | $7,292,060   |
| 5 de Novembro de 2016            | 49,934 / 63,163                  | $7,292,060   |
| 9 de Novembro de 2016            | 49,934 / 63,163                  | $7,292,060   |
| 11 de Novembro de 2016           | 49,934 / 63,163                  | $7,292,060   |
| 12 de Novembro de 2016           | 49,934 / 63,163                  | $7,292,060   |
| 16 de Novembro de 2016           | 49,934 / 63,163                  | $7,292,060   |
| 18 de Novembro de 2016           | 49,934 / 63,163                  | $7,292,060   |
| 19 de Novembro de 2016           | 49,934 / 63,163                  | $7,292,060   |
| 17ª Etapa                        |                                  |              |
| 11 de Janeiro de 2017            | 41,185 / 50,755                  | $6,139,697   |
| 13 de Janeiro de 2017            | 41,185 / 50,755                  | $6,139,697   |
| 14 de Janeiro de 2017            | 41,185 / 50,755                  | $6,139,697   |
| 18 de Janeiro de 2017            | 41,185 / 50,755                  | $6,139,697   |
| 20 de Janeiro de 2017            | 41,185 / 50,755                  | $6,139,697   |
| 21 de Janeiro de 2017            | 41,185 / 50,755                  | $6,139,697   |
| 25 de Janeiro de 2017            | 41,185 / 50,755                  | $6,139,697   |
| 27 de Janeiro de 2017            | 41,185 / 50,755                  | $6,139,697   |
| 28 de Janeiro de 2017            | 41,185 / 50,755                  | $6,139,697   |
| 1 de Fevereiro de 2017           | 41,185 / 50,755                  | $6,139,697   |
| 3 de Fevereiro de 2017           | 41,185 / 50,755                  | $6,139,697   |
| 4 de Fevereiro de 2017           | 41,185 / 50,755                  | $6,139,697   |
| 18ª Etapa                        |                                  |              |
| 22 de Março de 2017              | 37,160 / 40,555                  | $5,427,295   |
| 24 de Março de 2017              | 37,160 / 40,555                  | $5,427,295   |
| 25 de Março de 2017              | 37,160 / 40,555                  | $5,427,295   |
| 29 de Março de 2017              | 37,160 / 40,555                  | $5,427,295   |
| 31 de Março de 2017              | 37,160 / 40,555                  | $5,427,295   |
| 1 de Abril de 2017               | 37,160 / 40,555                  | $5,427,295   |
| 5 de Abril de 2017               | 37,160 / 40,555                  | $5,427,295   |
| 7 de Abril de 2017               | 37,160 / 40,555                  | $5,427,295   |
| 19ª Etapa                        | 37,160 / 40,555                  | $5,427,295   |
| 3 de Maio de 2017                | 37,712 / 40,541                  | $5,855,011   |
| 5 de Maio de 2017                | 37,712 / 40,541                  | $5,855,011   |
| 6 de Maio de 2017                | 37,712 / 40,541                  | $5,855,011   |
| 10 de Maio de 2017               | 37,712 / 40,541                  | $5,855,011   |
| 12 de Maio de 2017               | 37,712 / 40,541                  | $5,855,011   |
| 13 de Maio de 2017               | 37,712 / 40,541                  | $5,855,011   |
| 17 de Maio de 2017               | 37,712 / 40,541                  | $5,855,011   |
| 19 de Maio de 2017               | 37,712 / 40,541                  | $5,855,011   |
| 20 de Maio de 2017               | 37,712 / 40,541                  | $5,855,011   |
| 20ª Etapa                        |                                  |              |
| 9 de Agosto de 2017              | 48,592 / 56,632                  | $8,114,558   |
| 11 de Agosto de 2017             | 48,592 / 56,632                  | $8,114,558   |
| 12 de Agosto de 2017             | 48,592 / 56,632                  | $8,114,558   |
| 16 de Agosto de 2017             | 48,592 / 56,632                  | $8,114,558   |
| 18 de Agosto de 2017             | 48,592 / 56,632                  | $8,114,558   |
| 19 de Agosto de 2017             | 48,592 / 56,632                  | $8,114,558   |
| 23 de Agosto de 2017             | 48,592 / 56,632                  | $8,114,558   |
| 25 de Agosto de 2017             | 48,592 / 56,632                  | $8,114,558   |
| 26 de Agosto de 2017             | 48,592 / 56,632                  | $8,114,558   |
| 30 de Agosto de 2017             | 48,592 / 56,632                  | $8,114,558   |
| 1 de Setembro de 2017            | 48,592 / 56,632                  | $8,114,558   |
| 2 de Setembro de 2017            | 48,592 / 56,632                  | $8,114,558   |
| 3 de Setembro de 2017            | 48,592 / 56,632                  | $8,114,558   |
| 21ª Etapa                        |                                  |              |
| 11 de Outubro de 2017            | 50,462 / 52,847                  | $8,588,938   |
| 13 de Outubro de 2017            | 50,462 / 52,847                  | $8,588,938   |
| 14 de Outubro de 2017            | 50,462 / 52,847                  | $8,588,938   |
| 18 de Outubro de 2017            | 50,462 / 52,847                  | $8,588,938   |
| 20 de Outubro de 2017            | 50,462 / 52,847                  | $8,588,938   |
| 21 de Outubro de 2017            | 50,462 / 52,847                  | $8,588,938   |
| 25 de Outubro de 2017            | 50,462 / 52,847                  | $8,588,938   |
| 27 de Outubro de 2017            | 50,462 / 52,847                  | $8,588,938   |
| 1 de Novembro de 2017            | 50,462 / 52,847                  | $8,588,938   |
| 3 de Novembro de 2017            | 50,462 / 52,847                  | $8,588,938   |
| 4 de Novembro de 2017            | 50,462 / 52,847                  | $8,588,938   |
| 22ª Etapa                        | 50,462 / 52,847                  | $8,588,938   |
| 19 de Dezembro de 2017           | 22,543 / 22,665                  | $4,757,135   |
| 27 de Dezembro de 2017           | 22,543 / 22,665                  | $4,757,135   |
| 28 de Dezembro de 2017           | 22,543 / 22,665                  | $4,757,135   |
| 30 de Dezembro de 2017           | 22,543 / 22,665                  | $4,757,135   |
| 31 de Dezembro de 2017           | 22,543 / 22,665                  | $4,757,135   |
| Total                            | 916,174 / 1,077,638 (85.1%)      | $137,207,234 |

## Shows cancelados
| Data                   | Razão do cancelamento                                                                                      |
| ---------------------- | --- |
| 1 de Maio de 2015      | Torceu o tornozelo no show do dia 29 de Abril de 2015                                                      |
| 2 de Maio de 2015      | Torceu o tornozelo no show do dia 29 de Abril de 2015                                                      |
| 6 de Maio de 2015      | Torceu o tornozelo no show do dia 29 de Abril de 2015                                                      |
| 26 de Dezembro de 2015 | A estrutura do Miss Universo 2015 não foi retirada a tempo; o show foi remarcado para o dia 27 de Dezembro |
| 26 de Agosto de 2016   | Britney precisava preparar sua performance no Video Music Awards 2016, que aconteceu no dia 28 de Agosto   |
| 27 de Agosto de 2016   | Britney precisava preparar sua performance no Video Music Awards 2016, que aconteceu no dia 28 de Agosto   |

## Britney: Live in Concert
Britney: Live in Concert é a  nona turnê mundial da cantora americana Britney Spears. A turnê é uma adaptação da residência em Las Vegas Britney: Piece of Me. Spears performou em cinco países pela primeira vez: Filipinas, Taiwan, Tailândia e Israel,além do território de Hong Kong durante a turnê.
Rumores de uma turnê mundial começaram em agosto de 2016, coincidindo com o lançamento do nono álbum de estúdio de Spears, Glory, quando Spears expressou vontade de performar internacionamente de novo. Em março de 2017, depois de inúmeras publicações vazarem informações da turnê, ela confirmou marcando as datas nas Filipinas e Israel. Nas semanas após o anúncio, Spears revelou novas datas no Japão, Tailândia, Taiwan e Hong Kong.
Tal como em 2016 O Setlist foi remodelado para as fases Norte Americana e Europeia recebem um novo setlist onde canções como
Everytime",Entre Outras Foram Retiradas e Substituídas Por Músicas dos Recentes Álbuns "Britney Jean" e "Glory" Aqui Em Baixo Confira o Setlist Que Fará Parte Da Fase Norte Americana Europeia 2018.
Setlist 2018- Fase Norte Americana e Europeia:
1. "Work Bitch"
2. "Womanizer"
3. "Break the Ice" / "Piece of Me"
4. "...Baby One More Time"
5. "Oops!... I Did It Again"
6. "Me Against the Music"
7. "Gimme More"
8. "Clumsy"
9. "Change Your Mind (No Seas Cortés)"
10. "Boys"
11. "Do You Wanna Come Over?"
12. "Work It" / "Get Ur Freak On" / "WTF (Where They From)" (Dance Interlude)
13. "I'm a Slave 4 U" (contains elements of "Walk It Talk It", from Migos)
14. "Make Me..."
15. "Freakshow"
16. "Do Somethin'"
17. "Circus"
18. "If U Seek Amy"
19. "Breathe on Me"
20. "Slumber Party"
21. "Touch of My Hand"
22. "Toxic"
23. "Stronger"
24. "(You Drive Me) Crazy"
25. "Till the World Ends"

## Datas
| Data                  | Cidade          | País           | Local                         | Ingressos vendidos / Disponíveis | Receita        |   |
| --------------------- | --------------- | -------------- | ----------------------------- | -------------------------------- | -------------- | - |
| Ásia                  |                 |                |                               |                                  |                |   |
| 3 de Junho de 2017    | Tóquio          | Japão          | Yoyogi National Gymnasium     | 17,897 / 17,897                  | U$ 2,311,988   |   |
| 4 de Junho de 2017    | Tóquio          | Japão          | Yoyogi National Gymnasium     | 17,897 / 17,897                  | U$ 2,311,988   |   |
| 6 de Junho de 2017    | Osaka           | Japão          | Osaka-jō Hall                 | 11,802 / 11,802                  | U$ 1,232,679   |   |
| 10 de Junho de 2017   | Seul            | Coreia do Sul  | Gocheok Sky Dome              | 14,342 / 22,000                  | U$ 1,788,091   |   |
| 13 de Junho de 2017   | Taipei          | Taiwan         | TWTC Nangang Exhibition Hall  | 8,500 / 8,500                    | U$ 956,003     |   |
| 15 de Junho de 2017   | Manila          | Filipinas      | Mall of Asia Arena            | 16,900 / 16,900                  | U$ 2,607,132   |   |
| 23 de Junho de 2017   | Banguecoque     | Tailândia      | IMPACT Arena                  | 25,240 / 25,240                  | U$ 3,108,906   |   |
| 24 de Junho de 2017   | Banguecoque     | Tailândia      | IMPACT Arena                  | 25,240 / 25,240                  | U$ 3,108,906   |   |
| 27 de Junho de 2017   | Chek Lap Kok    | Hong Kong      | Mall of Asia Arena            | 16,000 / 16,000                  | U$ 2,349,880   |   |
| 30 de Junho de 2017   | Kallang         | Singapura      | Estádio Indoor de Singapura   | 10,522 / 12,670                  | U$ 1,190,543   |   |
| 3 de Julho de 2017    | Tel Aviv        | Israel         | Parque Yarkon                 | 57,500 / 57,500                  | U$ 6,732,719   |   |
| América do Norte      |                 |                |                               |                                  |                |   |
| 12 de Julho de 2018   | National Harbor | Estados Unidos | MGM National Harbor           | 5,357 / 5,538                    | US $1,555,058  |   |
| 13 de Julho de 2018   |                 | Estados Unidos |                               |                                  |                |   |
| 15 de Julho de 2018   | Uncasville      | Estados Unidos | Mohegan Sun Arena             | 7,000 / 7,000                    | U$ 1,000,000   |   |
| 17 de Julho de 2018   | Bethlehem       | Estados Unidos | Sands Bethlehem Events Center |                                  |                |   |
| 19 de Julho de 2018   | Atlantic City   | Estados Unidos | Borgata                       | 10,500 / 10,500                  | U$ 1,566,098   |   |
| 20 de Julho de 2018   | Atlantic City   | Estados Unidos | Borgata                       | 10,500 / 10,500                  | U$ 1,566,098   |   |
| 21 de Julho de 2018   | Atlantic City   | Estados Unidos | Borgata                       | 10,500 / 10,500                  | U$ 1,566,098   |   |
| 23 de Julho de 2018   | Nova Iorque     | Estados Unidos | Radio City Music Hall         | 11,887 / 11,887                  | US $2,704,148  |   |
| 24 de Julho de 2018   | Nova Iorque     | Estados Unidos | Radio City Music Hall         | 11,887 / 11,887                  | US $2,704,148  |   |
| 27 de Julho de 2018   | Hollywood       | Estados Unidos | Hard Rock Live                | 9,756 / 9,756                    | US $1,983,100  |   |
| 28 de Julho de 2018   | Hollywood       | Estados Unidos | Hard Rock Live                | 9,756 / 9,756                    | US $1,983,100  |   |
| 29 de Julho de 2018   | Hollywood       | Estados Unidos | Hard Rock Live                | 9,756 / 9,756                    | US $1,983,100  |   |
| Europa                |                 | Estados Unidos |                               |                                  |                |   |
| 4 de Agosto de 2018   | Brighton        | Estados Unidos | Inglaterra                    | 57,000 / 57,000                  | —              | — |
| 6 de Agosto de 2018   | Berlim          | Alemanha       | Mercedes-Benz Arena           | 13,735 / 13,735                  | U$ 1,045,280   |   |
| 8 de Agosto de 2018   | Skanderborg     | Dinamarca      | Smukkeste Festival Grounds    | —                                | —              |   |
| 10 de Agosto de 2018  | Oslo            | Noruega        | Telenor Arena                 | 20,423 / 20,423                  | U$ 1,838,118   |   |
| 11 de Agosto de 2018  | Sandviken       | Suécia         | Göransson Arena               | 13,000 / 13,000                  | U$ 1,806,197   |   |
| 13 de Agosto de 2018  | Mönchengladbach | Alemanha       | Sparkassenpark                | 14,000 / 14,00                   | U$ 1,637,147   |   |
| 15 de Agosto de 2018  | Antuérpia       | Bélgica        | Sportpaleis                   | 16,787 / 16,787                  | US $1,399,873  |   |
| 17 de Agosto de 2018  | Scarborough     | Inglaterra     | Scarborough Open Air Theatre  | 7,000 / 7,000                    | U$ 1,135,705   |   |
| 18 de Agosto de 2018  | Manchester      | Inglaterra     | Manchester Arena              | 13,780 / 13,780                  | US $1,472,230  |   |
| 20 de Agosto de 2018  | Dublin          | Irlanda        | 3Arena                        | 12,510 / 12,510                  | US $1,124,171  |   |
| 22 de Agosto de 2018  | Glasgow         | Escócia        | The SSE Hydro                 | 10,623 / 10,623                  | U $978,782     |   |
| 24 de Agosto de 2018  | Londres         | Inglaterra     | The O2 Arena                  | 44,171 / 44,171                  | US 4,240,070   |   |
| 25 de Agosto de 2018  | Londres         | Inglaterra     | The O2 Arena                  | 44,171 / 44,171                  | US 4,240,070   |   |
| 26 de Agosto de 2018  | Londres         | Inglaterra     | The O2 Arena                  | 44,171 / 44,171                  | US 4,240,070   |   |
| 28 de Agosto de 2018  | Paris           | França         | AccorHotels Arena             | 30,268 / 30,268                  | US $3,387,006  |   |
| 29 de Agosto de 2018  | Paris           | França         | AccorHotels Arena             | 30,268 / 30,268                  | US $3,387,006  |   |
| 31 de Agosto de 2018  | Birmingham      | Inglaterra     | Genting Arena                 | 7,213 / 9,622                    | U$ 877,354     |   |
| 1 de Setembro de 2018 | Blackpool       | Inglaterra     | Blackpool Tower               | 20,000 / 20,000                  | U$ 2,019,446   |   |
| TOTAL                 | TOTAL           | TOTAL          | TOTAL                         | 639,313                          | US$ 63,048,724 |   |